# 2844 Hess
A 2844 Hess (ideiglenes jelöléssel 1981 JP) a Naprendszer kisbolygóövében található aszteroida. Edward L. G. Bowell fedezte fel 1981. május 3-án.